# Hernando de Ballesteros el Viejo

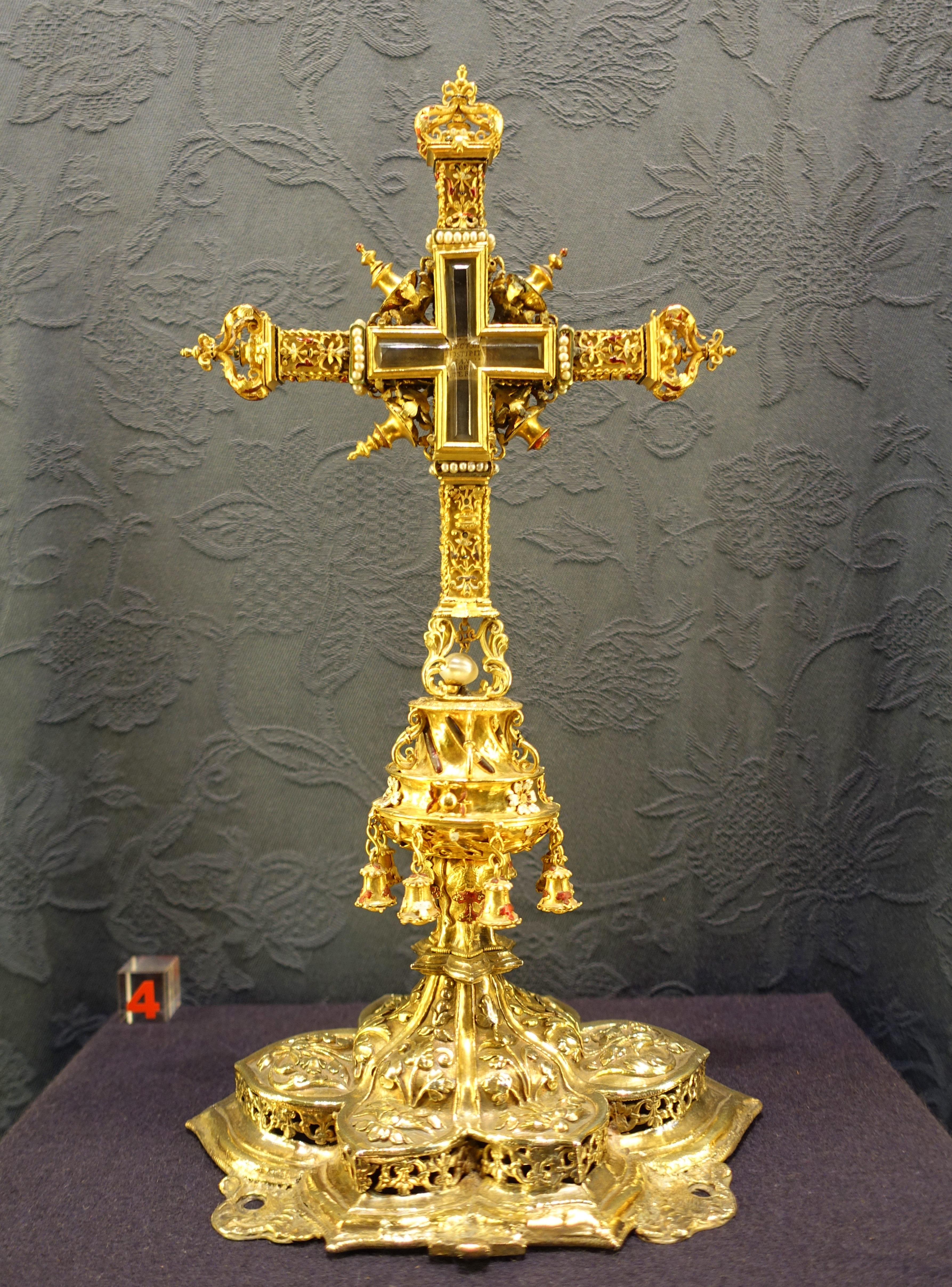
Relicario con el Lignum Crucis de Constantino. Plata sobredorada.

Hernando de Ballesteros el Viejo (posiblemente Toledo, hacia 1510-Sevilla, 1579) fue un platero español. Fue padre de Hernando de Ballesteros el Mozo, que se dedicó al mismo oficio.

## Biografía y obras
Posiblemente nació en Toledo. Tras una estancia en Alcalá de Henares, aparece en Sevilla en 1544 en la Hermandad de San Eligio, del gremio de plateros. En 1551 fue nombrado platero de la catedral de Sevilla.
Sus obras conservadas en la catedral son las siguientes:
- 1552-1553. Base de la cruz patriarcal conocida como la Cruz de Cristal.[3]
- 1556. Portapaces de la Asunción y la Ascensión.[4]
- 1558. Relicario de San Esteban.[5]
- 1558-1559. Arquetas relicarios de los santos Servando, Germán y Florencio.[6][7]
- Posiblemente entre 1561 y 1566. Naveta.[8]
- 1562. Reforma del relicario del Lignum Crucis de Constantino.[9]

También se conserva un cáliz realizado en 1570, localizado en 1992 en la colección Hernández-Mora Zapata.